# Euscelidia lucioides
Euscelidia lucioides là một loài ruồi trong họ Asilidae. Euscelidia lucioides được Dikow miêu tả năm 2003. Loài này phân bố ở vùng nhiệt đới châu Phi.